# 羅嘉賓
羅嘉賓（1522年—？年），字興賢，號一山，四川敘州府宜賓縣人，民籍。

## 生平
治《詩經》，由縣學生中式四川鄉試第十九名舉人，會試中式第一百十名。年三十二歲中式嘉靖三十二年癸丑科第三甲第一百零四名進士。吏部观政，授直隶颍上知县，选授刑科给事中，三十七年五月奉命查催各处钱粮，九月升礼科右，三十八年赴浙江查勘倭情，上海防四事，疏劾胡宗宪不称职。三十九年六月升户科左，四十年闰五月升工科都，四十二年四月升应天府府丞。

## 家族
曾祖羅錦文；祖羅鼎，教諭；父羅舜臣，封给事中；母周氏，封太孺人。重慶下，妻徐氏，弟用賓（生员）；大賓。